# Richard Mentor Johnson
Richard Mentor Johnson (Filadelfia, 17 ottobre 1780 – Filadelfia, 19 novembre 1850) è stato un politico statunitense, membro del Partito Democratico.
Fu il 9º Vicepresidente durante la presidenza di Martin Van Buren dal 1837 al 1841. Johnson è stato l'unico Vicepresidente nella storia degli Stati Uniti a non ottenere il quorum nel Collegio Elettorale e a essere quindi nominato con voto del Senato.